# 古斯塔沃·杜達美
古斯塔沃·阿道夫·杜达梅尔·拉米瑞茲（西班牙語：Gustavo Adolfo Dudamel Ramírez，1981年1月26日—），委內瑞拉指揮家和小提琴家，現任西蒙·玻利瓦交響樂團音樂總監（1999年至今）、洛杉磯愛樂音樂總監（2009年至今）。曾任瑞典哥德堡交響樂團首席指揮（2007-2012），现为名誉指挥。
杜達美在2009年被评为时代百大人物。他于2017年指挥了维也纳新年音乐会，是迄今为止最年轻的新年音乐会指挥家，也是迄今唯一一位指挥新年音乐会时未满40岁的指挥家。

## 生平

### 早年
古斯塔沃·杜達美出身于委内瑞拉巴基西梅托的一个音乐家庭并自幼学习小提琴。他的父亲奥斯卡·杜達美（Óscar Dudamel）是薩爾薩音樂乐队的一名长号手，母亲是一位声乐老师。通过委內瑞拉國立青少年管弦樂團系統（El Sistema），他十岁时成为了一名小提琴手，学习了基本的音乐知识并对音乐产生了浓厚的兴趣。杜達美在11岁左右时便展现出了极高的音乐天赋和指挥能力。在一次管弦乐队课中，由于老师迟迟没有出现，杜達美便自发地走上前带领着乐队演奏。如此信手拈来的指挥使得老师发现了他的指挥潜力并在之后指定他成为助理指挥。
后来，杜達美分别跟随来自杰辛托·拉拉音乐学院（Jacinto Lara Conservatory）的西蒙尼斯（José Luis Jimenez）和拉丁美洲小提琴学院的卡斯特罗（Francisco Del Castillo）学习音乐和小提琴。1993年时成为西蒙·玻利瓦尔青年乐团指挥。1996年跟随指挥家魯道夫·薩利姆貝尼学习，1998年跟随何塞·安東尼奧·艾伯魯学习馬勒第1號交響曲并带领乐团在意大利进行巡演，1999年杜達美跟随其学习了馬勒第5號交響曲；杜達美于15岁那年时开始在西蒙·玻利瓦尔青年管弦乐队（Nation's System of Youth Orchestras，也是西蒙·玻利瓦交響樂團的前身）系统性的学习指挥。1999年成为该管弦乐队和委內瑞拉國立青少年管弦樂團系統的音乐总监。2000年时，他带领乐团首次在德国柏林巡回演出。在2002年，受賽門·拉圖之邀，杜達美前往柏林爱乐乐团学习，同年参加了夏爾·杜特華在布宜諾斯艾利斯的大师班。2003年成为賽門·拉圖的助手并巡演于柏林和薩爾茨堡。

### 职业生涯初期
2004年，杜達美获得了第一届古斯塔夫·馬勒指揮大賽的冠军，演出曲目就是馬勒第5；同年，在卡拉卡斯指挥了马勒室内管弦乐团。此后，杜達美接触了克勞迪奧·阿巴多和丹尼爾·巴倫博伊姆并受到指导。
2005年是杜達美事业上升期的开始。2005年的8月5日，他受邀在皇家阿爾伯特音樂廳的逍遙音樂會上指挥哥德堡交响乐团演奏《黎密尼的法蘭契斯卡》、马勒的相关作品、讓·西貝流士的第五号交响曲和其《卡累利阿组曲》的第三乐章。杜達美带领西蒙·玻利瓦尔青年管弦乐队在德国巡演。也是在同一年的9月13日，他在洛杉矶好萊塢露天劇場与洛杉矶爱乐乐团进行首次演出，演出曲目为雷維爾塔斯的《玛雅之夜》和柴可夫斯基的第5號交響曲。之后他又与以色列愛樂樂團进行合作，并在之后的两年指挥该乐团在美国、以色列等地进行巡演。2006年夏天，杜達美指挥西蒙·玻利瓦尔青年管弦乐队发布了第一张DG专辑，貝多芬第5號和第7號交響曲。
杜達美在2006年4月12日被任命为哥德堡交响乐团音乐总监，并与世界多个包括捷克爱乐乐团、維也納愛樂樂團和芝加哥交响乐团等一流管弦乐团在欧洲各大古典音乐节进行合作；2007年1月4日至5日，杜達美首次在華特·迪士尼音樂廳携犹太裔俄罗斯钢琴家奕非·布朗夫曼(Yefim Bronfman)与洛杉矶爱乐乐团进行首演，曲目为拉赫瑪尼諾夫第3號鋼琴協奏曲和巴爾托克的《乐队協奏曲》。4月16日，杜達美指挥斯圖加特廣播交響樂團与美国小提琴家希拉里·哈恩在梵蒂冈庆祝本篤十六世80岁生日。2009年九月份在琉森音樂節上，杜達美首次指挥维也纳爱乐乐团。在这一年内，他率领西蒙·玻利瓦尔青年管弦乐团在美国各地进行巡演，同年11月初指挥该乐队在路易斯戴維斯交響樂音樂廳演奏；11月11日，杜達美首次在卡内基大厅指挥西蒙·玻利瓦尔青年管弦乐团进行演出。2008年夏天，在一年一度的柏林森林音樂會上，杜達美携来自波多黎各的女高音安娜·玛莉亚·马丁内斯首次指挥了柏林愛樂樂團演奏了卡洛斯·查維斯的《第二印第安人小交響曲》等其他中美洲地区风格的作品。

### 执掌洛杉矶爱乐乐团
2007年4月9日，杜達美接替埃薩-佩卡·薩洛寧被任命为洛杉矶爱乐乐团的音乐总监（2009季起）。他以委內瑞拉國立青少年管弦樂團系統（El Sistema）为模板建立了洛杉矶青年管弦乐团（Youth Orchestra Los Angeles）以期扶持生活在洛杉矶贫困地区青少年的音乐教育。2007年至2008年，杜達美指挥西蒙·玻利瓦尔青年管弦乐团发布了两张专辑，馬勒第5號交響曲和《嘉年华》（FIESTA）。《嘉年华》是在继演奏马勒的创作之后，杜達美与包括来自委内瑞拉、墨西哥和阿根廷在内的作曲家推出的融合拉丁美洲风格和文化的音乐专辑。本年，杜達美率领哥德堡交响乐团在西班牙和德国进行巡演；继续指挥西蒙·玻利瓦尔青年管弦乐团在欧洲、美洲和亚洲。2009年，杜達美指挥西蒙·玻利瓦尔青年管弦乐团推出了第四部专辑，包括柴可夫斯基第5號交響曲和《黎密尼的法兰契斯卡》。
从2009年10月3日开始，杜達美开始正式成为洛杉矶爱乐乐团的音乐总监并在这一天进行了他的首次“欢迎！杜達美”（¡Bienvenido Gustavo!）音乐会。在这一年，他继续指挥并带领洛杉矶爱乐乐团在全美进行巡演。
2010年8月1日，杜達美指挥洛杉矶爱乐乐团在好莱坞碗演出喬治·比才的著名歌剧作品《卡門》。杜達美的歌剧指挥经历较为有限，杜達美在2011年前共在斯卡拉大劇院指挥过三部全本的歌剧作品，分别是在2006年的《唐·喬望尼》、2008年的《波西米亚人》和《卡门》。
2011年1月21日开始到2月份初，杜達美首次带领洛杉矶爱乐乐团在欧洲进行巡演，该巡演其中一站是他第一次在匈牙利的布達佩斯藝術廳进行指挥。此次巡演指挥了約翰·亞當斯的《斯洛尼姆斯基的耳朵匣》、伯恩斯坦的《耶利米》、貝多芬第7號交響曲以及馬勒第9號交響曲。可见在此次巡演的曲目选择上，杜達美致敬了他自己和洛杉矶爱乐乐团的历史和经历并向欧洲展示。继《卡门》之后，杜達美在2011年7月指挥洛杉矶爱乐乐团在好莱坞碗演奏了普契尼的歌剧作品《杜蘭朵》2012年5月份，杜達美在華特·迪士尼音樂廳指挥了全本的《唐·喬望尼》。而后，又指挥了神劇《另一个玛利亚的福音》。2012年6月份的美泉宫夏夜音乐会，杜達美指挥維也納愛樂樂團演奏包括《葉甫蓋尼·奧涅金》中的《波兰舞曲》、《波洛维茨人之舞》、《霍万斯基党人之乱》中的《波斯女奴之舞》、《莎乐美之舞》、《时辰之舞》、《維也納氣質舞曲》以及德布西《海》。由于绝大部分表演剧目均取自于歌剧选段，2012年的美泉宫夏夜音乐会无疑对杜達美来说是一个挑战。
2012年，杜達美与前妻馬圖倫创立了杜达美基金会以期促进世界各地的音乐教育事业。8月份，杜達美在好莱坞碗指挥了朱塞佩·威爾第的著名歌剧《弄臣》，之后的一年里，他指挥该剧在意大利的斯卡拉大劇院以及日本各地进行巡演。2013年，杜達美在哥伦比亚歌剧院（Opera de Colombia）指挥瓦格纳的《唐懷瑟》。。2013年至2014年，杜達美相继在好莱坞碗指挥馬斯卡尼的《鄉村騎士》、萊翁卡瓦洛的《丑角》。
2013年9月，适華特·迪士尼音樂廳落成十周年之际，杜達美指挥洛杉矶爱乐乐团与大提琴家馬友友合作演奏C大調第三無伴奏大提琴組曲（BWV 1009）和洛可可主題變奏曲。2014年5月，杜達美首次指挥歌剧《女人皆如此》，该剧在華特·迪士尼音樂廳进行演出，由伊拉克建筑师薩哈·哈帝进行舞台布置。同年7月，杜達美在好莱坞碗指挥他以西蒙·玻利瓦爾为基础的传记电影《解放者》而创作的配乐《解放者组曲》（Libertador Suite ）。
2014年9月，杜達美指挥维也纳爱乐乐团在上海交響樂團音樂廳演奏西貝流士的《圖奧內拉的天鵝》和第2号交响曲，这是他首次在上海的演出。
2015年3月，杜達美指挥洛杉矶爱乐乐团进行包含香港、上海、首尔和东京的亚洲地区的巡演，演出曲目为約翰·亞當斯的《黑城》（City Noir）、馬勒第6號交響曲和德弗札克第9號交響曲。2016年夏天，杜達美分别在洛杉矶多萝西·钱德勒剧院和維也納國立歌劇院首演《波希米亞人》与《杜蘭朵》。2017年5至6月，杜達美指挥洛杉矶爱乐乐团与钢琴家王羽佳合作演出了巴爾托克的第2号和第3号钢琴协奏曲。2017年元旦，杜達美在金色大廳指挥維也納新年音樂會。2017年诺贝尔音乐会，杜達美指挥皇家斯德哥尔摩爱乐乐团（Royal Stockholm Philharmonic Orchestra）演奏莫扎特第41號交響曲和史特勞斯的《查拉圖斯特拉如是說》。
2018年，杜達美指挥洛杉矶爱乐乐团演出包括《弥撒》（Mass）和《齊徹斯特詩篇》（Chichester Psalms）以庆祝伯恩斯坦的一百年诞辰。同年12月，杜達美在大都会歌剧院首演威爾第的歌剧《奧泰羅》。2019年10月24日，杜達美与前两任洛杉矶爱乐乐团的音乐总监祖賓·梅塔和埃薩-佩卡·薩洛寧合作指挥该乐团的一百年诞辰音乐会，其中杜達美指挥《火鳥》并首演比亚尔纳松为该三位指挥家所作的《我从太空中看地球上的三个指挥家》。
杜達美在2020年一月份续签作为洛杉矶爱乐乐团音乐总监的合同直到2025-2026年。

## 个人生活
杜达美至今共有两次婚姻。第一次于2006年，杜達美在卡拉卡斯与委内瑞拉是舞者和记者的伊洛伊萨·马图伦（Eloísa Maturén）结婚，并于2011年4月1日在洛杉矶诞下一子，名叫马丁·杜达梅尔（Martin Dudamel Maturen）。2015年，杜達美向洛杉矶县高级法院递交了离婚申请，此前两人已经分居。他於2017年與西班牙女演員瑪莉亞·瓦維德結婚，目前这是他的第二次婚姻。

## 外部連結
- 官方网站
- 古斯塔沃·杜達美的Discogs页面（英文）
- Askonas Holt: Gustavo Dudamel
- Gustavo Dudamel biography （页面存档备份，存于） at  Deutsche Grammophon
- Gustavo Dudamel and Eloísa Maturen's civil wedding（页面存档备份，存于） （西班牙文）, el universal.com, 25 November 2005 – includes wedding photographs
- Fundación de Estado para el Sistema Nacional de Orquesta Juveniles e Infantiles de Venezuela (El Sistema) （页面存档备份，存于）
- 60 Minutes (CBS-TV):  "Gustavo the Great" (video and transcript) （页面存档备份，存于）
- JANERA: Dudamel in da House, by Nicole E. Foster (article and video)[永久]
- WQXR Press Release, 12 November 2007, "The 2007 WQXR Gramophone Special Recognition Award Is Presented to Gustavo Dudamel and the Simon Bolivar Youth Orchestra of Venezuela on the Stage of Carnegie Hall on November 10".
- YouTube上的Danzón no. 2 by Arturo Márquez. Gustavo Dudamel and Simon Bolivar Youth Orchestra
- Gustavo Dudamel and the Teresa Carreño Youth Orchestra performing for TED 2009 （页面存档备份，存于）
- Gustavo Dudamel LA Phil Information and Performance Schedule
- YouTube上的Suite Concertante for World-WWs & Orch, Movs. 6 & 7 by Pedro Eustache (composer-soloist). Gustavo Dudamel and Simon Bolivar Youth Orchestra
- Gustavo Dudamel and the Simón Bolívar Youth Orchestra of Venezuela. Mahler 5.
- 廿一世紀的指揮家：杜達美
- Fiesta, Gustavo Dudamel  （页面存档备份，存于）
- 短访杜达梅尔